# Academia de la Fuerza Aérea Israelí
La Academia de Vuelo de la Fuerza Aérea Israelí (en hebreo: בית הספר לטיסה של חיל האוויר) (en árabe: أكاديمية القوات الجوية الإسرائيلية) (en inglés: Israeli Air Force Flight Academy) es una institución encargada de entrenar a los futuros pilotos y tripulantes de la Fuerza Aérea Israelí. La academia de vuelo se encuentra en la base aérea de Hatzerim, cerca de la ciudad israelí de Beerseba, en el distrito meridional de Israel.

## Historia
La academia de vuelo fue fundada en 1949, poco después de la fundación del Estado de Israel. El primer curso de vuelo de la FAI se completó en marzo de 1949 en la base aérea de Hatzor. Los primeros cuatro graduados, incluidos Mordejai Hod y Danny Shapira, habían recibido su entrenamiento en Checoslovaquia. En mayo de 1949, doce graduados más completaron el segundo curso de vuelo de la IAF, que también tuvo lugar principalmente en Checoslovaquia. El primer curso de vuelo celebrado íntegramente en Eretz Israel se celebró en el campamento Sirkin, cerca de Petaj Tikva, y comenzó el 14 de febrero de 1950. El primer comandante de la base aérea fue Benjamin Bune, el primer oficial en jefe de entrenamiento fue Gideon Shohet, el primer comandante de la escuela de vuelo primaria fue Pinchas Ben-Porat, y el primer comandante de la escuela de vuelo avanzada fue George Lichter. La mayoría de los instructores de vuelo en ese momento eran extranjeros y el idioma oficial del curso era el inglés. El curso finalizó el 10 de agosto de 1950 y contaba con 13 pilotos y cuatro navegantes graduados. Para prepararlos como pilotos de combate, en diciembre de 1950, se estableció un escuadrón de entrenamiento operativo que volaba el caza Supermarine Spitfire.
Hasta 1955, los cursos de vuelo se llevaron a cabo en la base aérea de Sirkin, antes de trasladarse a la base aérea de Tel Nof. En abril de 1966, el curso de vuelo de la FAI se trasladó una vez más a la base aérea de Hatzerim. Con la creciente necesidad de pilotos de helicópteros, en 1965 fue establecida una escuela de vuelo de helicópteros. Anteriormente, todos los pilotos de helicóptero de la FAI se formaban en Europa y en los Estados Unidos.
En 2002, la estructura del curso de vuelo cambió, se amplió de dos a tres años e incluyó los estudios académicos de pregrado. Además, desde 2002, los graduados del curso de vuelo reciben el grado de teniente.

## Entrenamiento
La academia ofrece varios programas de entrenamiento, que incluyen: 
- Entrenamiento básico de vuelo.

- Entrenamiento táctico avanzado.

- Entrenamiento especializado para diferentes tipos de aeronaves.

La duración del proceso de entrenamiento suele durar unos tres años, dependiendo del rol específico del piloto y del tipo de aeronave a pilotar. El proceso de selección es riguroso, los candidatos se someten a un riguroso proceso de selección, que incluye pruebas físicas, evaluaciones psicológicas y entrevistas. La academia ha desempeñado un papel crucial en el mantenimiento de la preparación operativa y las capacidades avanzadas de la FAI. La academia de vuelo, es conocida por sus altos estándares formativos, y ha formado a muchos pilotos expertos que desempeñan diversos roles en la Fuerza Aérea Israelí.

## Aeronaves
Los alumnos aprenden a volar varias aeronaves, entre ellas cabe mencionar a las siguientes: 
- Beechcraft T-6 Texan II para el entrenamiento básico.

- McDonnell Douglas F-4 Phantom II y Lockheed Martin F-16 Fighting Falcon para el entrenamiento avanzado.